# Groenlabus thulensis
Groenlabus thulensis là một loài tò vò trong họ Ichneumonidae.